# Opisthacantha perkinsi
Opisthacantha perkinsi är en stekelart som först beskrevs av William Harris Ashmead 1901.  Opisthacantha perkinsi ingår i släktet Opisthacantha och familjen Scelionidae. Inga underarter finns listade i Catalogue of Life.